# Julius Aßmann

Julius Aßmann (1919)

Julius Aßmann (* 5. Oktober 1868 in Posen, Königreich Preußen; † 8. September 1939 in Bedlno, Powiat Kutnowski, Polen (unsicher)) war ein deutscher Politiker (DVP) und evangelischer Geistlicher. Er war 1919/20 Mitglied der Weimarer Nationalversammlung und gehörte 1919 bis 1921 der verfassunggebenden Preußischen Landesversammlung an. 
Ab 1920 war er Superintendent der Unierten Evangelischen Kirche in Polen in Bromberg (Bydgoszcz) und Funktionär von Organisationen der deutschen Minderheit in der Zweiten Polnischen Republik. Nach dem deutschen Überfall auf Polen wurde Aßmann vermutlich von Polen ermordet.

## Leben
Aßmann war evangelischen Glaubens und besuchte das Friedrich-Wilhelms-Gymnasium (Posen). Nach dem Abitur studierte er von 1888 bis 1891 Evangelische Theologie und Philosophie an der Albertus-Universität Königsberg. Anschließend diente er als Einjährig-Freiwilliger beim Infanterie-Regiment „Graf Kirchbach“ (1. Niederschlesisches) Nr. 46. Ab 1892 war er zwei Jahre als Hauslehrer bei einem Grafen in Melkof in Mecklenburg. Nachdem er zunächst Provinzialvikar in Klein Bartelsee, Landkreis Bromberg, gewesen war, wurde er 1897 Pfarrer in Bromberg. Im Ersten Weltkrieg diente er als Lazarettpfarrer. Er engagierte sich in der christlich-nationalen Arbeiterbewegung sowie im Evangelischen Bund. 
Infolge des Versailler Vertrags musste das Deutsche Reich 1920 weite Teile der Provinzen Posen und Westpreußen als „Polnischen Korridor“ an die Zweite Polnische Republik abtreten. Anschließend wurde Aßmann Superintendent der Unierten Evangelischen Kirche in Polen in Bromberg, zuständig für die Kirchenbezirke 'Bromberg I' (daselbst) und 'Bromberg II' in Crone an der Brahe. Neben seiner Tätigkeit im Evangelischen Konsistorium in Posen trat Aßmann als Mitglied zuerst der Deutschen Vereinigung im Sejm und Senat, dann der Deutschen Vereinigung für Posen und Pommerellen für die Interessen und Rechte der deutschen Minderheit in Polen ein, die in eine wirtschaftliche und demografische Krise geraten war.
Er war Mitglied der St. Johannis-Freimaurer-Loge Janus im Orient Bromberg, im Maurerjahr 1931/32 Meister vom Stuhl.
Nach dem deutschen Überfall auf Polen wurde Aßmann „im Verlauf einer polnischen Reaktion auf einen deutschen Hinterhalt verschleppt“, wahrscheinlich wurde er am 8. September 1939 ermordet. Nach anderen Quellen wurde er auf einem Verschleppungsmarsch von am 1. September 1939 verhafteten Deutschen nach Łowicz durch polnisches Militär erschossen. Sein Leichnam wurde am 14. Dezember 1939 in Bedlno gefunden.

## Abgeordneter
Aßmann war von 1919 bis 1920 Mitglied der Weimarer Nationalversammlung, wo er den Wahlkreis 8 (Provinz Posen) vertrat. Von 1919 bis 1921 war er zudem Abgeordneter der Provinz Posen in der verfassunggebenden Preußischen Landesversammlung.

## Ehrung

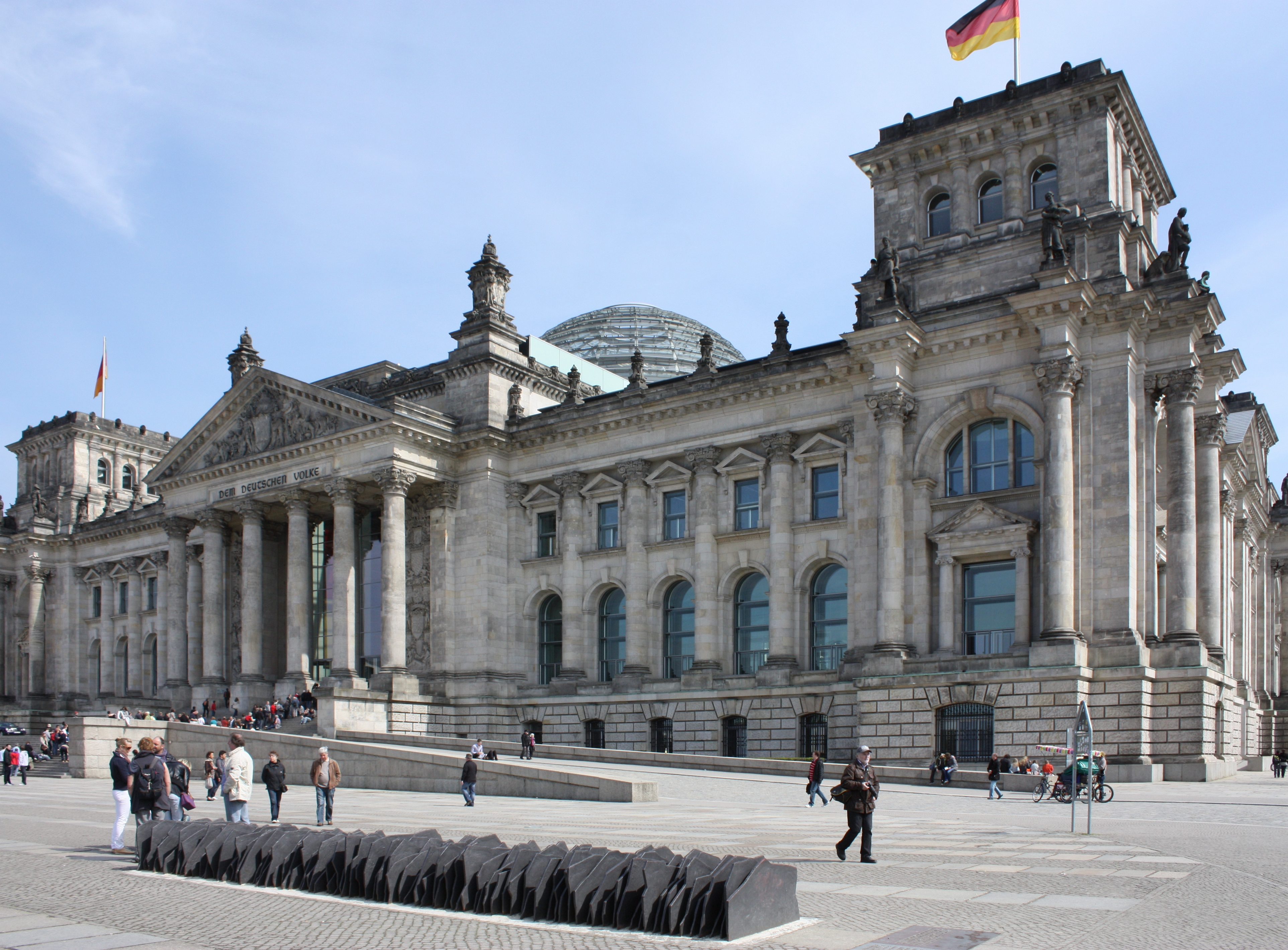
Gedenktafeln am Reichstag

In Berlin (Scheidemannstraße/Platz der Republik, Nähe Reichstag) erinnert seit 1992 eine der 96 Gedenktafeln für die vom NS-Regime ermordeten Reichstagsabgeordneten an Julius Aßmann.